# Chủ nghĩa đế quốc

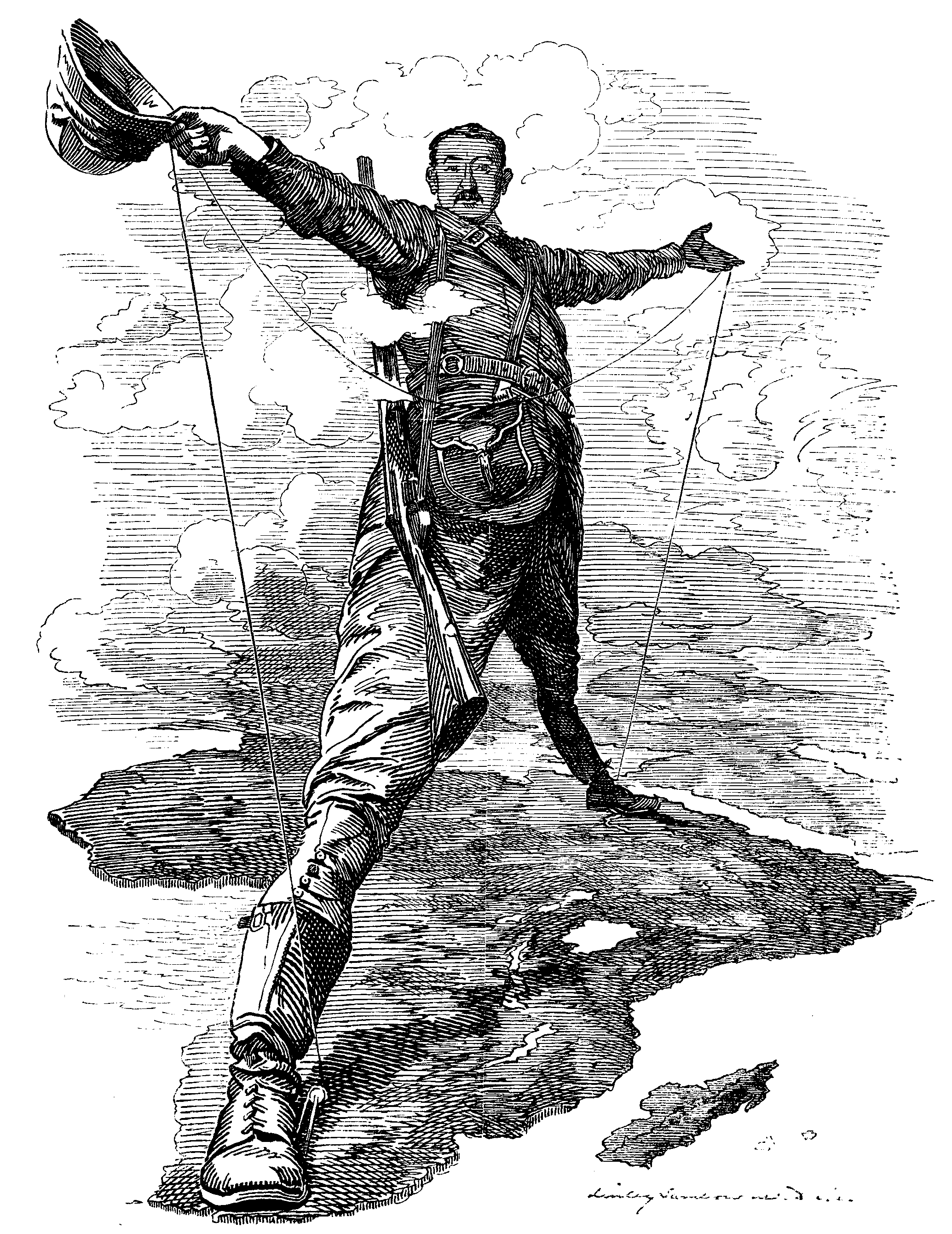
Cecil Rhodes và dự án đường sắt Cape-Cairo. Rhodes thích "tô bản đồ nước Anh màu đỏ" và tuyên bố: "tất cả những ngôi sao này... những thế giới bao la vẫn còn ngoài tầm với. Nếu có thể, tôi sẽ thôn tính những hành tinh khác".

Chủ nghĩa đế quốc (Tiếng Anh: imperialism) là hình thái xã hội và ý thức hệ chính trị dựa trên chính sách mở rộng quyền lực và tầm ảnh hưởng của một quốc gia thông qua hoạt động thuộc địa hóa bằng vũ lực hoặc các phương thức khác. Chủ nghĩa đế quốc định hình thế giới đương đại, cho phép công nghệ và những ý tưởng lan rộng một cách nhanh chóng và góp phần lớn vào sự hình thành nên một thế giới toàn cầu hóa. Thuật ngữ chủ nghĩa đế quốc đề cập đến sự thống trị về mặt kinh tế và chính trị của phương Tây (và Nhật Bản), đặc biệt là tại châu Á và châu Phi trong thế kỉ XIX và XX. Ý nghĩa chính xác của nó vẫn tiếp tục được các học giả tranh luận. Một số nhà nghiên cứu, ví dụ như Edward Said, sử dụng thuật ngữ này bao quát hơn để mô tả bất kì hệ thống thống trị và lệ thuộc có tổ chức nào với một trung tâm đế quốc (chính quốc) và phần bên ngoài.
Chủ nghĩa đế quốc được định nghĩa là "một mối quan hệ bất bình đẳng về mặt con người và lãnh thổ, thường là hình thức của đế quốc, căn cứ vào quan niệm về tính ưu việt và thực tiễn của sự thống trị, bao gồm việc mở rộng quyền lực và sự kiểm soát của một quốc gia hoặc dân tộc lên quốc gia hay dân tộc khác." Chủ nghĩa đế quốc đặc biệt chú trọng đến việc quản lý, kiểm soát, điều khiển; mà một nhóm, thường là một cường quốc, áp đặt lên nhóm hay dân tộc khác và thường thông qua các hình thức phân biệt khác nhau căn cứ vào chủng tộc, tôn giáo hay khuôn mẫu văn hóa.
Qua vài thế kỉ, định nghĩa về chủ nghĩa đế quốc vẫn chưa hoàn thiện tạo sự nhầm lẫn và không rõ ràng. Cách giải quyết là có thể chia thành hai loại: chủ nghĩa đế quốc "chính thức" và "không chính thức". "Chủ nghĩa đế quốc chính thức" được định nghĩa là "sự quản lí tự nhiên hay cai trị thực dân hoàn toàn". "Chủ nghĩa đế quốc không chính thức" hàm ý ít trực tiếp hơn, dù vậy vẫn là một kiểu thống trị có thể nhận thấy. Chủ nghĩa thực dân ngày nay là biểu hiện của chủ nghĩa đế quốc và không thể tồn tại nếu không có chủ nghĩa đế quốc, nhận định này được phần đông chấp nhận. Cả thực dân hóa và chủ nghĩa đế quốc đều được Tom Nairn và Paul James mô tả là những hình thái thuở đầu của toàn cầu hóa.
Thuật ngữ "chủ nghĩa đế quốc" trở nên phổ biến tại đảo Anh trong thập niên 1870 và được dùng với hàm ý tiêu cực. Tại Anh Quốc, từ này từng được sử dụng chủ yếu để đề cập tới các chính sách của Napoleon III nhằm làm thỏa mãn dư luận Pháp thông qua can thiệp quân sự nước ngoài. Chủ nghĩa đế quốc trong tiếng Anh là "Imperialism" có nguồn gốc từ từ "imperium" trong tiếng Latinh, mang nghĩa cai trị các vùng lãnh thổ rộng lớn.

## Lịch sử

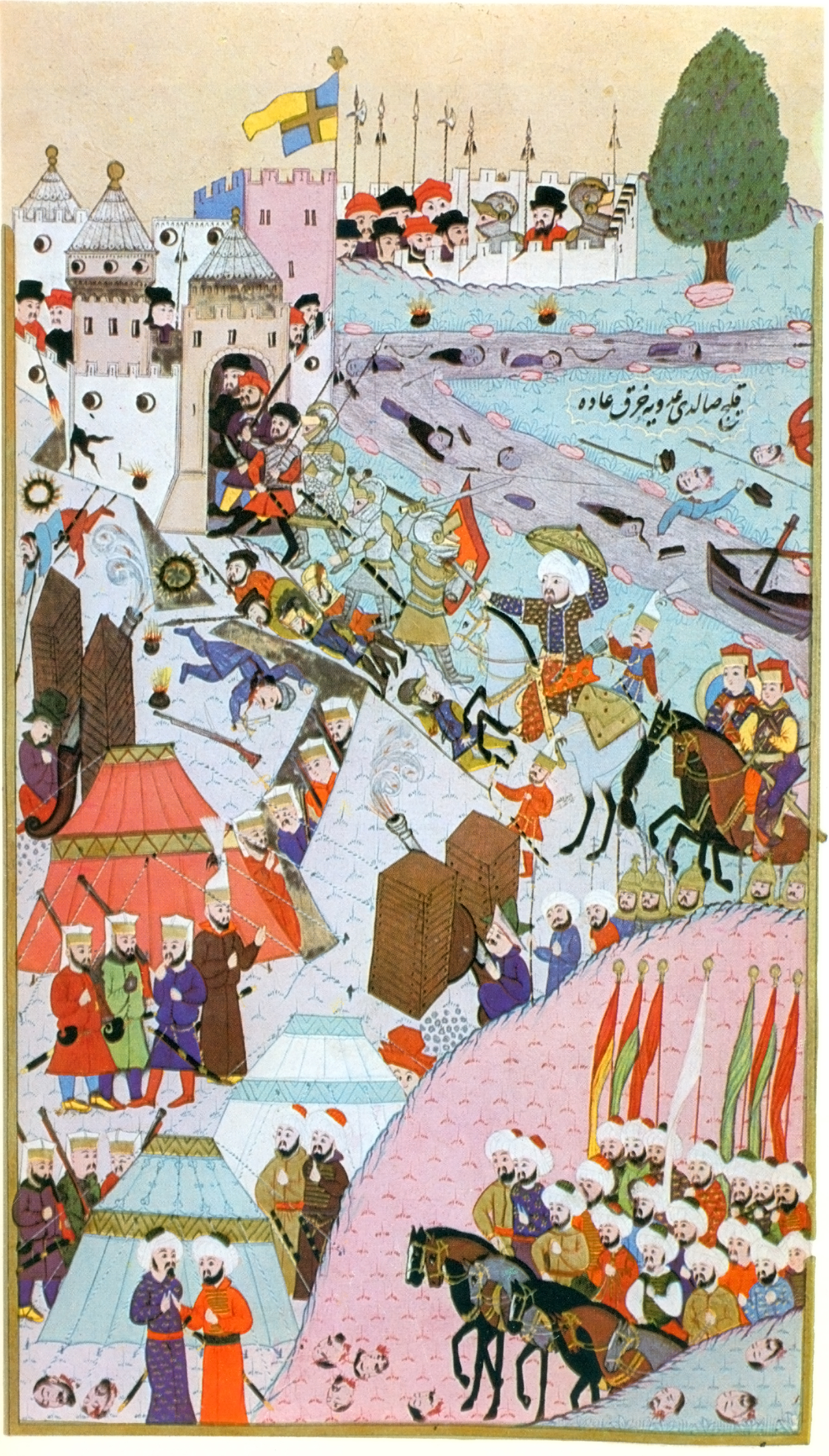
Cuộc chiến của Đế quốc Ottoman ở châu Âu

Chủ nghĩa đế quốc đóng một vai trò quan trọng trong lịch sử Nhật Bản, Đế quốc Assyria, Đế quốc Trung Quốc, Đế quốc La Mã, Hy Lạp, Đế quốc Đông La Mã, Đế quốc Ba Tư, Đế quốc Ottoman, Ai Cập cổ đại, Đế quốc Anh, Ấn Độ và nhiều đế quốc khác. Xét về phương diện lịch sử có rất nhiều đế quốc của người Hồi giáo được công nhận. Trước kỷ nguyên thực dân châu Âu, vùng châu Phi hạ Sahara từng tồn tại nhiều đế quốc như Đế quốc Ethiopia, Đế quốc Oyo, Đế quốc Ashanti, Đế quốc Luba, Đế quốc Lunda, và Đế quốc Mutapa. châu Mỹ vào thời kỳ tiền Colombo cũng đã có những đế quốc rộng lớn như Đế quốc Aztec và Đế quốc Inca.
Mặc dù thường được dùng để chỉ việc chính phủ nước ngoài áp đặt sự quản lý bằng vũ lực lên quốc gia khác hay vùng lãnh thổ chinh phạt mà trước đó không có một chính phủ thống nhất, thuật ngữ "chủ nghĩa đế quốc" đôi khi cũng có chức năng mô tả sức ảnh hưởng lỏng lẻo hoặc gián tiếp về kinh tế hay chính trị của nước lớn lên các nước nhỏ hơn.
Chủ nghĩa đế quốc về văn hóa đề cập đến tầm ảnh hưởng của một quốc gia trong phạm vi văn hóa và xã hội, tức là quyền lực mềm của quốc gia đó; nó làm thay đổi thế giới quan về xã hội, văn hóa, đạo đức của đối tượng [quốc gia] chịu ảnh hưởng. Xét ở thời hiện đại, cụ thể đó là việc âm nhạc, truyền hình hay phim ảnh "nước ngoài", v.v... không chỉ trở nên phổ biến với giới trẻ mà hơn thế nữa còn làm thay đổi mức độ kỳ vọng vào cuộc sống và lòng khát khao của họ mong muốn đất nước mình trở nên giống hơn với quốc gia được mô tả. Ví dụ, vở kịch dài kỳ Dallas during the Cold War (Dallas trong Chiến tranh Lạnh) mô tả lối sống giàu sang của người Mỹ đã làm thay đổi sự kỳ vọng của người dân Romani; hay ví dụ gần đây hơn là sức ảnh hưởng của những bộ phim truyền hình Hàn Quốc nhập lậu tại Triều Tiên. Vì nhiều lý do, nhiều quốc gia, chế độ đã chiến đấu chống lại sự ảnh hưởng bằng một số biện pháp như cấm hoặc hạn chế các loại hình văn hóa đại chúng nước ngoài thông qua các biện pháp như kiểm duyệt.
Chủ nghĩa đế quốc bị những người chỉ trích phê phán về mặt đạo đức, bởi vậy thuật ngữ này thường được sử dụng trong công tác tuyên truyền quốc tế với nghĩa xấu ám chỉ chính sách ngoại giao hung hăng và bành trướng.

### Thời đại chủ nghĩa đế quốc
Kỷ nguyên chủ nghĩa đế quốc là một quãng thời gian bắt đầu vào khoảng năm 1700 với việc các nước công nghiệp (nhìn chung là châu Âu) tham gia vào quá trình thực dân hóa, tạo tầm ảnh hưởng và thôn tính các vùng lãnh thổ trên khắp thế giới nhằm thâu tóm quyền lực chính trị. Mặc dù thực tiễn đế quốc chủ nghĩa đã tồn tại hàng ngàn năm, thuật ngữ "thời đại chủ nghĩa đế quốc" nhìn chung đề cập đến hoạt động của các cường quốc châu Âu từ đầu thế kỷ XVIII cho tới giữa thế kỷ XX. Có thể kể tới một vài sự kiện như "Ván cờ lớn" tại vùng đất Ba Tư, "Tranh giành châu Phi" và "Chính sách mở cửa" tại Trung Quốc.

Châu Phi bị chia làm bốn khu vực thuộc địa của các nước đế quốc khác nhau, khoảng 1913

Vào thế kỷ XX, các nhà sử học John Gallagher (1919–1980) và Ronald Robinson (1920–1999) đã tạo dựng một khuôn khổ nhằm lý giải chủ nghĩa đế quốc châu Âu. Họ khẳng định chủ nghĩa đế quốc châu Âu có tầm ảnh hưởng và các nước châu Âu bác bỏ quan điểm cho rằng "chủ nghĩa đế quốc" đòi hỏi sự quản lý chính thức, hợp pháp của một chính phủ lên quốc gia khác. "Trong con mắt của họ, các nhà sử học đã bị đế quốc chính thức và những bản đồ thế giới với những vùng màu đỏ làm cho mê hoặc. Tư bản, hoạt động thương mại, di cư quy mô lớn của Anh ra những vùng đất phía ngoài đã hình thành nên Đế quốc Anh. Điểm mấu chốt trong suy nghĩ của họ là quan niệm đế quốc 'phi chính thức nếu có thể và chính thức nếu cần thiết.'" Nhờ các nguồn lực sẵn có do chủ nghĩa đế quốc tạo ra, nền kinh tế thế giới đã tăng trưởng đáng kể và trở nên kết nối hơn nhiều trong những thập kỷ trước Chiến tranh thế giới thứ nhất, mang đến sự giàu có và thịnh vượng cho nhiều cường quốc đế quốc.
Chủ nghĩa đế quốc châu Âu đa phần tập trung vào phát triển kinh tế bằng việc thu thập tài nguyên từ các thuộc địa kết hợp với nắm giữ quyền lực chính trị bằng các biện pháp chính trị và quân sự. Quá trình thực dân hóa Ấn Độ hồi giữa thế kỷ XVIII là một ví dụ: ở đó, "người Anh khai thác những yếu điểm chính trị của nhà nước Mughal và, trong khi hoạt động quân sự là quan trọng tại những thời điểm khác nhau, sự hợp nhất những thành phần tinh túy trong lĩnh vực hành chính và kinh tế cũng có ý nghĩa cốt yếu" cho việc thiết lập sự quản lý những nguồn tài nguyên, thị trường, và nhân lực của tiếu lục địa. Mặc dù vào thế kỷ XVII và XVIII một số lượng đáng kể các thuộc địa được tạo ra nhằm mục đích cung cấp lợi nhuận kinh tế và chuyển giao những nguồn tài nguyên về chính quốc; thì đến thế kỷ XIX và XX, tại những khu vực như châu Á và châu Phi, quan niệm này không còn hợp lý một cách tất yếu:
Các đế quốc hiện đại không tạo dựng những guồng máy kinh tế giả tạo. Sự bành trướng lần hai của các nước châu Âu là một quá trình lịch sử phức tạp mà ở đó những quyền lực chính trị, xã hội và cảm xúc tại châu Âu và bên ngoài có ảnh hưởng lớn hơn chủ nghĩa đế quốc dự tính. Các thuộc địa riêng lẻ có thể đáp ứng mục tiêu kinh tế; tựu trung không có đế quốc nào có bất kỳ chức năng có thể định rõ, về kinh tế hay gì đó khác. Các đế quốc chỉ đại diện cho một giai đoạn cụ thể trong mối quan hệ không ngừng biến đổi giữa châu Âu và phần còn lại của thế giới: những suy luận loại suy với các hệ thống kinh tế hay hoạt động đầu tư bất động sản đơn giản là tạo sự sai lạc.

Trong thời kỳ này, những thương gia châu Âu có năng lực "rong ruổi ngoài bể khơi và thặng dư [của cải] từ khắp nơi trên thế giới (đôi khi bằng thái độ hòa nhã, đôi khi bạo lực) cho riêng mình và tập hợp chúng tại châu Âu."

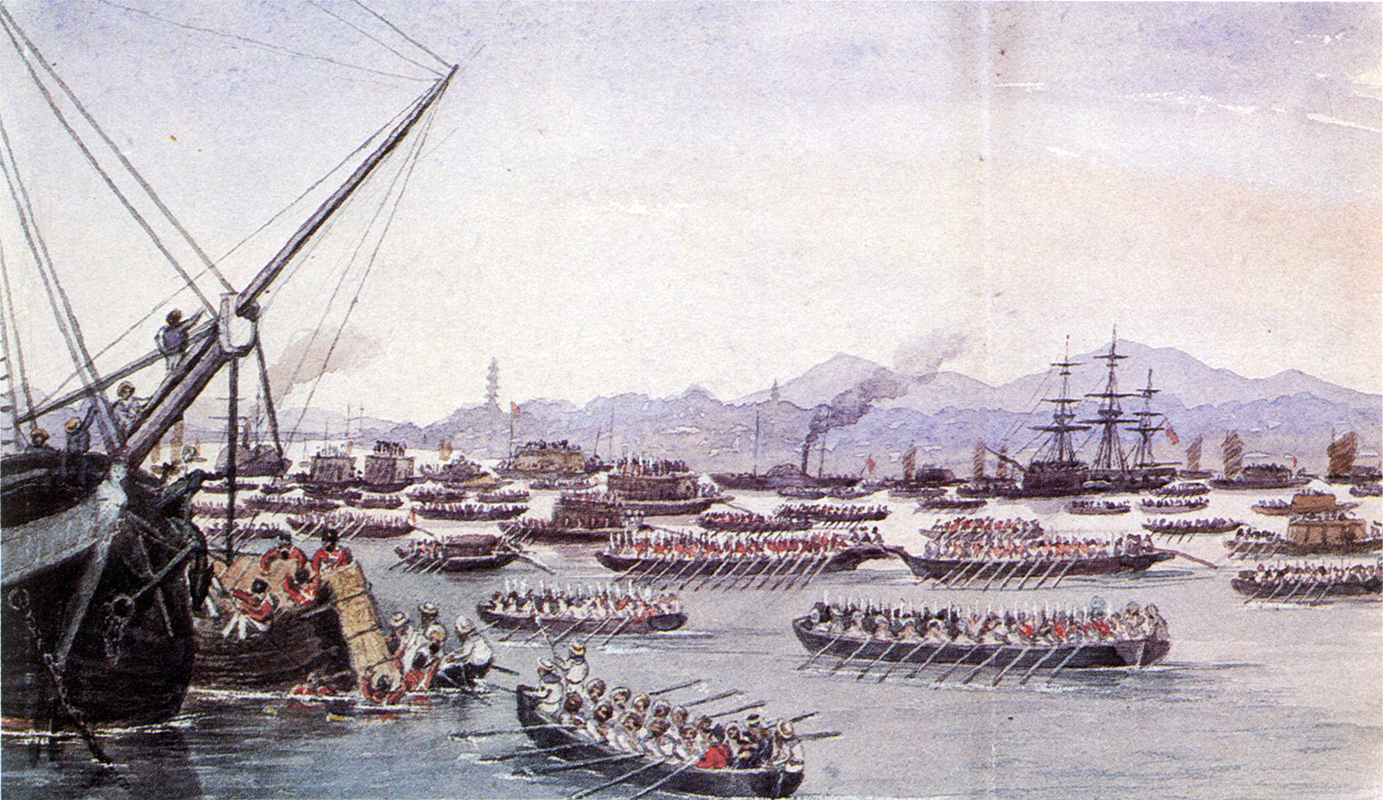
Cuộc tấn công của Anh vào Quảng Châu trong chiến tranh nha phiến lần thứ nhất, tháng 5 năm 1841

Người châu Âu đẩy mạnh đáng kể hoạt động bành trướng trong thế kỷ XIX. Các quốc gia châu Âu mở rộng quy mô nhập khẩu từ thuộc địa và những nước khác nhằm thu thập nguyên liệu thô. Các nhà tư bản công nghiệp châu Âu nỗ lực kiếm tìm những nguyên liệu như thuốc nhuộm, vải bông, dầu thực vật và quặng kim loại từ bên ngoài. Đồng thời, quá trình công nghiệp hóa đã nhanh chóng biến châu Âu thành trung tâm sản xuất và tăng trưởng kinh tế, kích thích nhu cầu nguồn lực.
Việc truyền đạt thông tin tiến triển lên nhiều trong thời kỳ người châu Âu bành trướng. Với hai phát minh là đường sắt và điện tín, việc liên lạc giữa các quốc gia trở nên dễ dàng hơn giúp cho chính quốc mở rộng phạm vi quản lý hành chính lên các thuộc địa. Hệ thống đường sắt và đường biển góp phần hỗ trợ vận chuyển một lượng lớn hàng hóa từ thuộc địa đi các nơi khác và ngược lại.
Cùng với những tiến bộ trong liên lạc, người châu Âu cũng đạt sự thăng tiến về kỹ nghệ quân sự. Các nhà hóa học châu Âu đã sáng chế ra chất nổ có thể áp dụng trong chiến đấu và với những đổi mới về máy móc họ có thể sản xuất những loại súng tốt hơn. Đến thập niên 1880, súng máy đã trở thành một vũ khí hiệu quả trên chiến trường. Công nghệ này mang lại lợi thế cho quân đội các nước châu Âu trước địch thủ bởi quân đội của các nước kém phát triển khi đó vẫn còn sử dụng cung tên, kiếm, và khiên da thuộc (ví dụ như người Zulu ở Nam Phi trong Chiến tranh Anglo-Zulu năm 1879).

## Học thuyết về chủ nghĩa đế quốc
Trong các tác phẩm học thuật của các tác giả nói tiếng Anh, học thuyết về chủ nghĩa đế quốc thường căn cứ vào kinh nghiệm của người Anh. Thuật ngữ "chủ nghĩa đế quốc" xuất hiện trong tiếng Anh vào cuối thập niên 1870 với nghĩa như hiện tại, nó đến từ những người phản đối các chính sách bị cáo buộc là phô trương và hung hăng của thủ tướng Anh Benjamin Disraeli. Một số người xem chủ nghĩa đế quốc là chính sách của chủ nghĩa lý tưởng và lòng bác ái; số khác thì cáo buộc nó là đặc điểm của lợi ích cá nhân [tư lợi] về chính trị, và một số ngày càng tăng thì gắn nó với tính tham lam của tư bản chủ nghĩa. John A. Hobson, một người theo chủ nghĩa tự do, và Vladimir Lenin, người theo chủ nghĩa Mác, đã thêm cho thuật ngữ này một ý nghĩa kinh tế vĩ mô lý thuyết. Đặc biệt Lenin có ảnh hưởng quan trọng lên những quan niệm của chủ nghĩa Mác sau này về chủ nghĩa đế quốc với tác phẩm Chủ nghĩa đế quốc, giai đoạn tột cùng của chủ nghĩa tư bản. Ở đó, Lenin đã mô tả chủ nghĩa đế quốc là hoạt động bành trướng tự nhiên của chủ nghĩa tư bản phát sinh từ nhu cầu không ngừng mở rộng vốn đầu tư, nguyên vật liệu và nguồn nhân lực của nền kinh tế tư bản chủ nghĩa theo đó đòi hỏi mở rộng thuộc địa. Quan niệm chủ nghĩa đế quốc như một đặc trưng về cấu trúc của chủ nghĩa tư bản này đã được lặp lại bởi các nhà lý luận Mác-xít về sau. Nhiều lý thuyết gia phái tả cũng nối gót nhấn mạnh đến đặc điểm về cấu trúc và hệ thống của chủ nghĩa đế quốc. Họ mở rộng quãng thời gian gắn liền với thuật ngữ để cho chủ nghĩa đế quốc hiện nay không phải nhắc đến một chính sách hay một khoảng ngắn vào cuối thế kỷ XIX mà là một hệ thống tầm cỡ thế giới kéo dài hàng thế kỷ, thường khởi nguồn từ thời Christopher Columbus hay các cuộc thập tự chinh theo một số mô tả. Khi mà ứng dụng của thuật ngữ đã rộng hơn, ý nghĩa của nó thay đổi theo năm trục riêng biệt nhưng thường song song với nhau: đạo đức, kinh tế, hệ thống, văn hóa, thời gian. Những thay đổi này phản ánh một sự bất ổn gia tăng đi kèm với thực tế các cường quốc, cụ thể là cường quốc phương Tây.
Mối tương quan giữa chủ nghĩa tư bản, tầng lớp quý tộc, và chủ nghĩa đế quốc từ lâu đã là đề tài tranh luận giữa các sử gia và lý thuyết gia chính trị; đi đầu trong số đó phải kể đến như J. A. Hobson (1858–1940), Joseph Schumpeter (1883–1950), Thorstein Veblen (1857–1929), và Norman Angell (1872–1967). Hobson lập luận những cải cách xã hội trong nước có thể chữa khỏi căn bệnh quốc tế của chủ nghĩa đế quốc nhờ việc loại bỏ nền tảng kinh tế của nó. Ông cũng đề ra lý thuyết rằng can thiệp nhà nước thông qua thuế có thể thúc đẩy quy mô của hoạt động tiêu thụ, tạo sự thịnh vượng, khuyến khích hòa bình, bao dung và một trật tự thế giới đa cực.

## Chủ nghĩa đế quốc tại một số quốc gia

### Anh

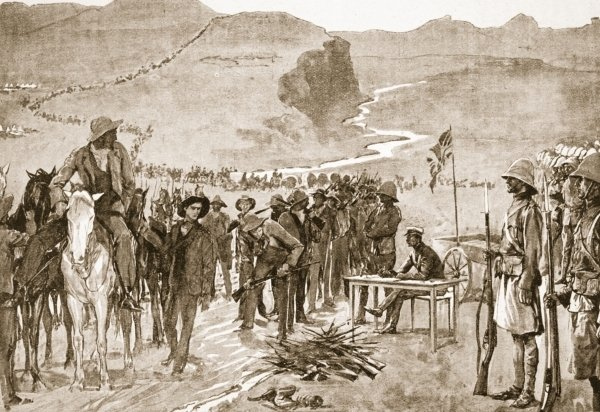
Hệ quả của Chiến tranh Boer là việc Đế quốc Anh thôn tính hai nước Cộng hòa Boer vào năm 1902

Tham vọng đế quốc của Anh có thể thấy ngay từ thế kỷ XVI. Vào năm 1599 công ty Đông Ấn Anh thành lập và được nữ hoàng Elizabeth trao đặc quyền trong năm tiếp theo. Với sự thành lập của các trạm mậu dịch tại Ấn Độ, người Anh đã có thể duy trì sức mạnh trước các đế quốc khác như Bồ Đào Nha, nước cũng đã thiết lập những trạm mậu dịch tại Ấn Độ từ trước. Vào năm 1767, việc khai thác của công ty Đông Ấn bắt nguồn từ hoạt động chính trị đã gây nên tình trạng bóc lột nền kinh tế địa phương và đẩy công ty này đến bờ vực phá sản. Cho tới năm 1670, Anh đã bộc lộ tham vọng đế quốc lớn lao với các thuộc địa ở Virginia, Bermudas, Honduras, Antigua, Barbados, Jamaica và Nova Scotia.
Tham vọng đế quốc vô bờ của các nước châu Âu là nguyên nhân dẫn tới những cuộc đụng độ. Anh đã có những sự cạnh tranh với Pháp, ví dụ như trong quá trình thực dân hóa vùng lãnh thổ mà nay được biết tới là Canada. John Cabot đòi vùng Newfoundland cho Anh trong khi người Pháp tạo ra các thuộc địa dọc sông St. Lawrence và tuyên bố đó là "New France" (nước Pháp mới).
Người Anh tiếp tục bành trướng bằng biện pháp thuộc địa hóa các quốc gia như là New Zealand và Australia, đây đều không phải là những vùng đất trống bởi ở đó có những nền văn hóa và cư dân địa phương. Việc sáng lập các quốc gia thịnh vượng chung mà ở đó có sự chia sẻ bản sắc dân tộc đã minh chứng cho các phong trào dân tộc của Anh.

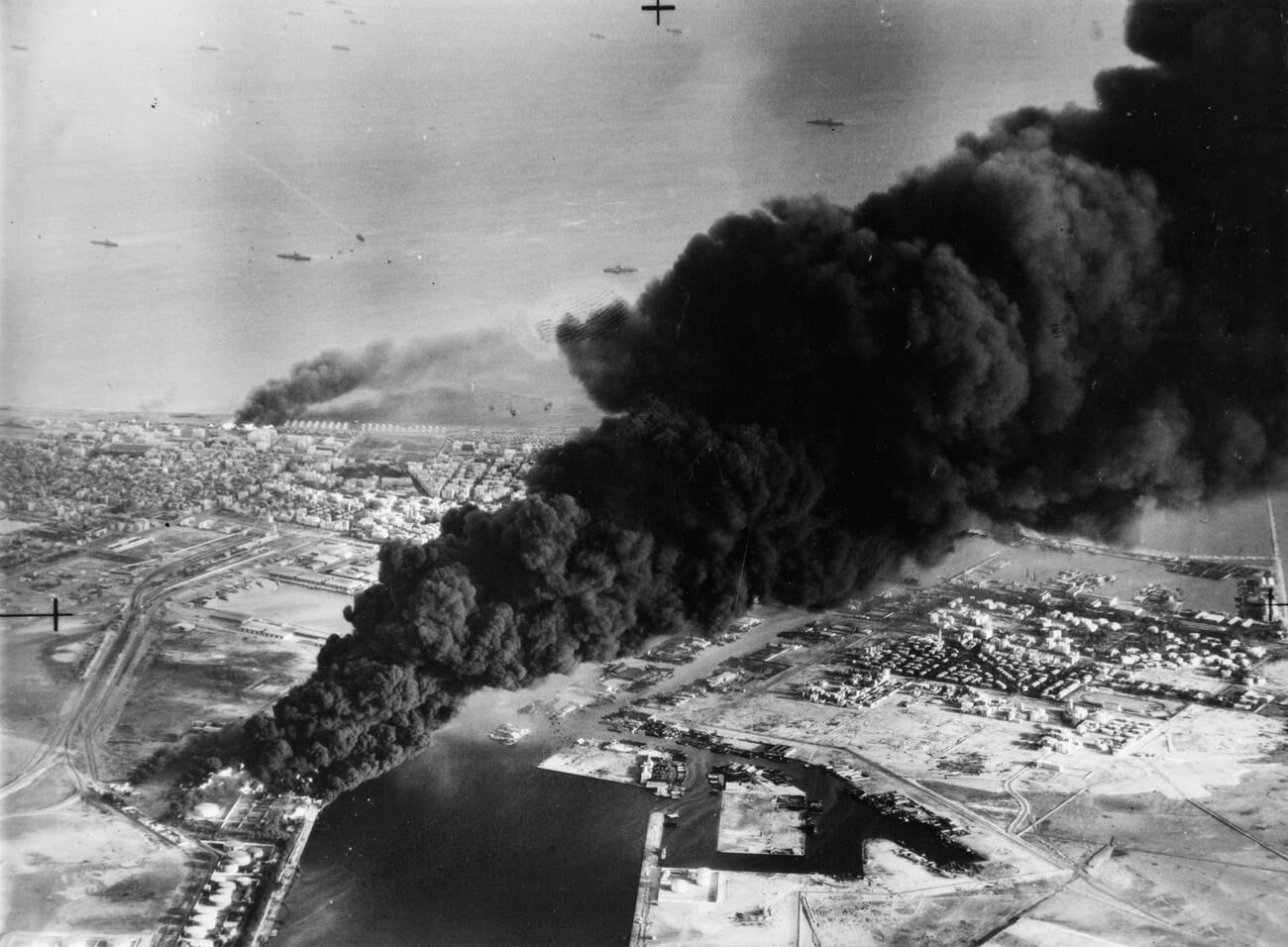
Khói phát ra từ những thùng dầu cháy bên kênh đào Suez trong cuộc tấn công của Anh và Pháp nhằm vào Ai Cập, 5 tháng 11 năm 1956

Đế quốc Anh thứ nhất có nền tảng là chủ nghĩa trọng thương, các thuộc địa liên quan và đất đai chủ yếu ở Bắc Mỹ, vùng Caribe, và Ấn Độ. Sau khi đánh mất các thuộc địa ở Mỹ vào năm 1776, quá trình phát triển của Anh bị đảo lộn. Họ kiếm lại các khoản bù đắp từ Ấn Độ, Australia; và Mỹ Latinh nhờ việc thiết lập một đế quốc kinh tế không chính thức thông qua kiểm soát thương mại và tài chính sau khi các thuộc địa của Tây Ban Nha và Bồ Đào Nha trở nên độc lập vào khoảng năm 1820. Tới thập niên 1840, Anh đã cho thông qua chính sách thương mại tự do rất thành công giúp họ thống lĩnh trong hoạt động thương mại của hầu khắp thế giới. Sau khi để mất Đế quốc thứ nhất, người Anh đã chuyển sự chú ý sang châu Á, châu Phi, và Thái Bình Dương. Sau thất bại của Pháp vào năm 1815, nước Anh đã được tận hưởng một thế kỷ thống trị và mở rộng các vùng đất trên toàn cầu mà gần như không gặp phải thách thức. Tinh thần đế quốc chủ nghĩa của Anh được biểu hiện bởi Joseph Chamberlain, Lord Rosebury, và được Cecil Rhodes thực thi tại châu Phi. Mức độ tự trị của những thuộc địa có người da trắng tới định cư tăng lên trong thế kỷ XX.
Vào giai đoạn đỉnh cao của nó, đây là đế quốc lớn nhất trong lịch sử và là cường quốc hàng đầu thế giới trong hơn một thế kỷ. Đến năm 1913, Đế quốc Anh cai trị khoảng 412.224.526 triệu người, chiếm 23% dân số thế giới lúc đó và bao phủ diện tích hơn 35.500.000 km², gần một phần tư tổng diện tích toàn cầu Do vậy, những di sản về văn hóa, ngôn ngữ, luật pháp của Đế quốc Anh được truyền bá rộng rãi. Vào thời điểm nó đạt tới đỉnh cao của quyền lực, Đế quốc Anh thường được ví với câu nói "đế quốc mặt trời không bao giờ lặn" bởi vì sự mở rộng cương thổ ra toàn địa cầu đồng nghĩa với việc mặt trời luôn chiếu sáng trên ít nhất một trong những vùng lãnh thổ của nó.

### Pháp

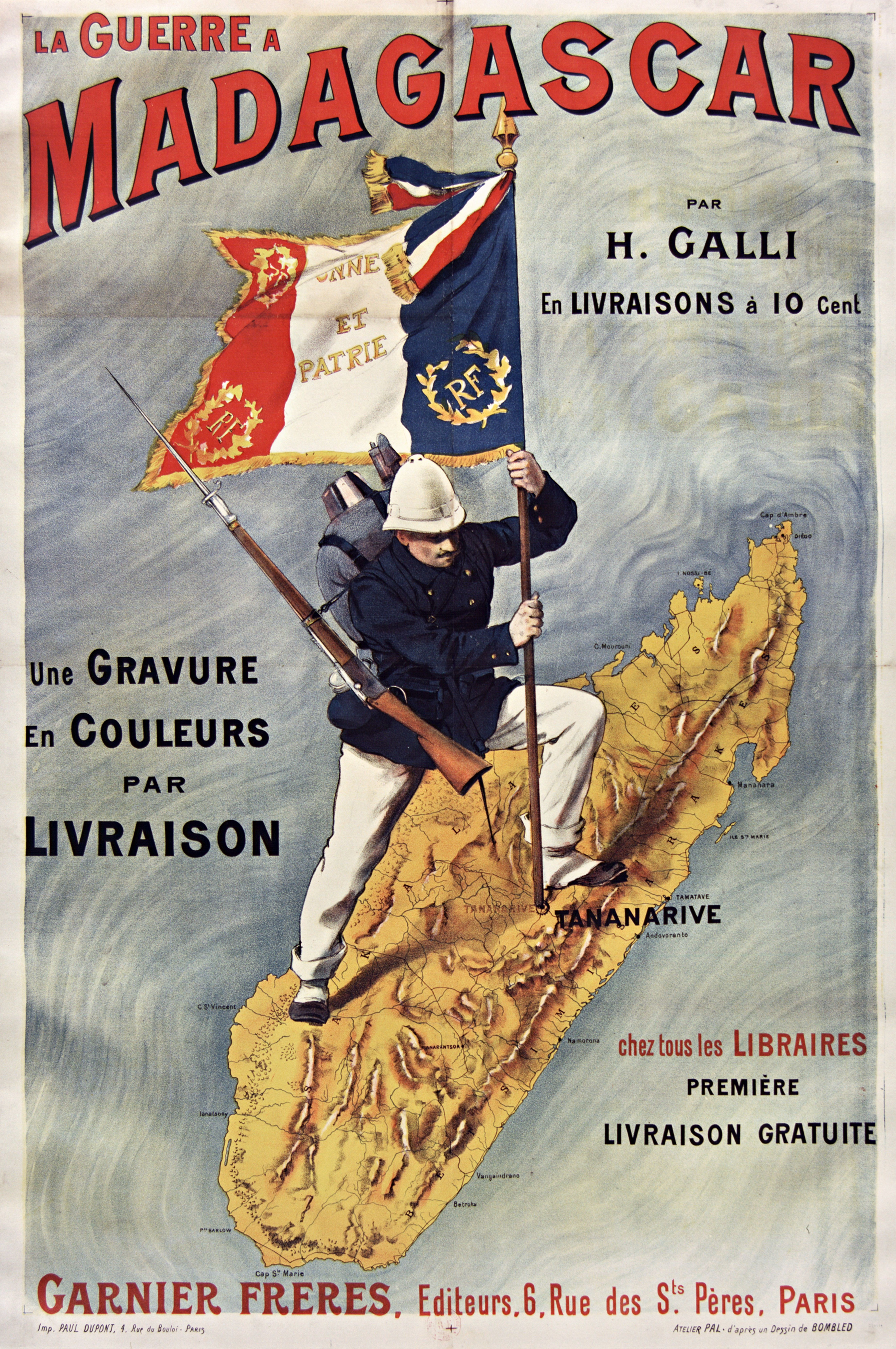
Bích chương của Pháp về "chiến tranh Madagascar"

"Đế quốc thực dân Pháp thứ nhất" tồn tại đến năm 1814, còn "Đế quốc thực dân thứ hai" khởi đầu với cuộc chinh phạt Algiers vào năm 1830 và kết thúc vào năm 1962 khi Algeri giành độc lập. Lịch sử nước Pháp ghi dấu với nhiều trận chiến lớn và nhỏ, cùng sự trợ giúp lớn lao mà các thuộc địa mang lại cho Pháp trong hai cuộc chiến tranh thế giới.
Vào thế kỷ XVI, hoạt động thuộc địa hóa châu Mỹ của Pháp khởi đầu với sự thành lập của nước Pháp mới. Kế đến là việc nước này thiết lập các trạm mậu dịch ở châu Á và châu Phi trong thế kỷ XVII.
Đến thế kỷ XIX và XX, Pháp đã là đế quốc thực dân lớn thứ hai trên thế giới sau Đế quốc Anh. Tại thời điểm đỉnh cao trong các thập niên 1920 và 1930, diện tích của đế quốc là hơn 4.767.000 dặm² (12.347.000 km²). Trước thế chiến thứ hai, Pháp kiểm soát gần 1/10 diện tích đất trên Trái Đất cùng 110 triệu cư dân (chiếm 5% dân số thế giới tại thời điểm đó).
Pháp nắm quyền quản lý Algeri từ năm 1830 và bắt đầu tái thiết đế quốc toàn cầu của mình một cách nghiêm chỉnh kể từ sau năm 1850, tập trung chủ yếu ở Bắc Phi, Tây Phi, Đông Nam Á và Nam Thái Bình Dương. Những người cộng hòa ban đầu thù địch với đế quốc, họ chỉ trở nên ủng hộ khi Đức cũng bắt đầu xây dựng đế quốc thực dân của nước này. Khi đã phát triển, đế quốc mới nắm vai trò giao thương, cung ứng nguyên liệu thô, mua các mặt hàng được sản xuất, và cho vay uy tín với mẫu quốc, cũng như truyền bá nền văn minh, ngôn ngữ, và Công giáo. Đế quốc Pháp là nguồn cung nhân lực cốt yếu trong hai cuộc chiến tranh thế giới.
Người Pháp mang tới Kitô giáo và văn hóa Pháp kèm lý lẽ bào chữa về mặt đạo đức đó là nâng tầm thế giới tới trình độ của Pháp. Vào năm 1884 Jules Ferry, người đi đầu dẫn giải về chủ nghĩa thực dân, tuyên bố nước Pháp có sứ mệnh khai hóa: "Những chủng tộc cao cấp có quyền đứng trên những chủng tộc thấp kém hơn, họ có nhiệm vụ khai hóa cho những thành phần thấp kém". Các quyền công dân đầy đủ – sự đồng hóa – được đem ra, dù trên thực tế đồng hóa luôn luôn là một chân trời xa xôi. Trái ngược với Anh, Pháp chỉ gửi một số lượng nhỏ người di cư tới các thuộc địa, ngoại lệ đáng chú ý duy nhất là Algeri, nơi luôn duy trì một cộng đồng thiểu số người Pháp di cư.
Trong chiến tranh thế giới thứ hai, Charles de Gaulle và những người Pháp Tự do đã sử dụng các thuộc địa hải ngoại làm căn cứ để từ đó họ chiến đấu vì độc lập của nước Pháp. Tuy nhiên kể từ sau năm 1945 đế quốc bắt đầu bị đe dọa bởi các phong trào chống thực dân. Pháp đã chiến đấu và thất bại trong một cuộc chiến tại Việt Nam vào thập niên 1950, nhưng họ lại thắng cuộc chiến ở Algeri. Dẫu sao, Charles de Gaulle, nhà lãnh đạo Pháp thời điểm đó, đã quyết định trao độc lập cho Algeria vào năm 1962. Những người Pháp di cư và nhiều người ủng hộ tại Algeri đã di dời đến Pháp. Cho đến thập niên 1960, gần như toàn bộ các thuộc địa của Pháp đã giành độc lập, tuy nhiên quốc gia này vẫn giữ được tầm ảnh hưởng ngoại giao và tài chính lớn. Họ đã nhiều lần gửi quân đội tới hỗ trợ các thuộc địa cũ của mình trước đây ở châu Phi để đàn áp các cuộc nổi dậy và đảo chính.

### Đức
Từ quê nhà Scandinavi và Bắc Âu, các bộ lạc Đức đã mở rộng tới khắp vùng Bắc và Tây Âu trong giai đoạn giữa thời cổ đại, Nam Âu cuối thời cổ đại; vào năm 800 đế quốc Đức đầu tiên, Đế quốc La Mã thần thánh hình thành. Tuy nhiên, đế quốc kế tục của người Đức này không có tính tiếp nối hệ thống từ Đế quốc Tây La Mã và nó hay được mô tả là "không thần thánh, không La Mã, và chẳng phải một đế quốc" bởi một số lượng lớn các nước nhỏ và các công quốc tồn tại trong một liên minh tự trị lỏng lẻo. Mặc dù đến năm 1000 người Đức đã hoàn thành công cuộc chinh phạt Trung tâm, Tây và Nam Âu, chỉ ngoại trừ Iberi của người Hồi giáo; ít có sự hội nhập văn hóa hay bản sắc dân tộc, và "nước Đức" đa phần vẫn là một thuật ngữ về khái niệm đề cập tới một vùng đất vô định hình ở Trung tâm châu Âu.

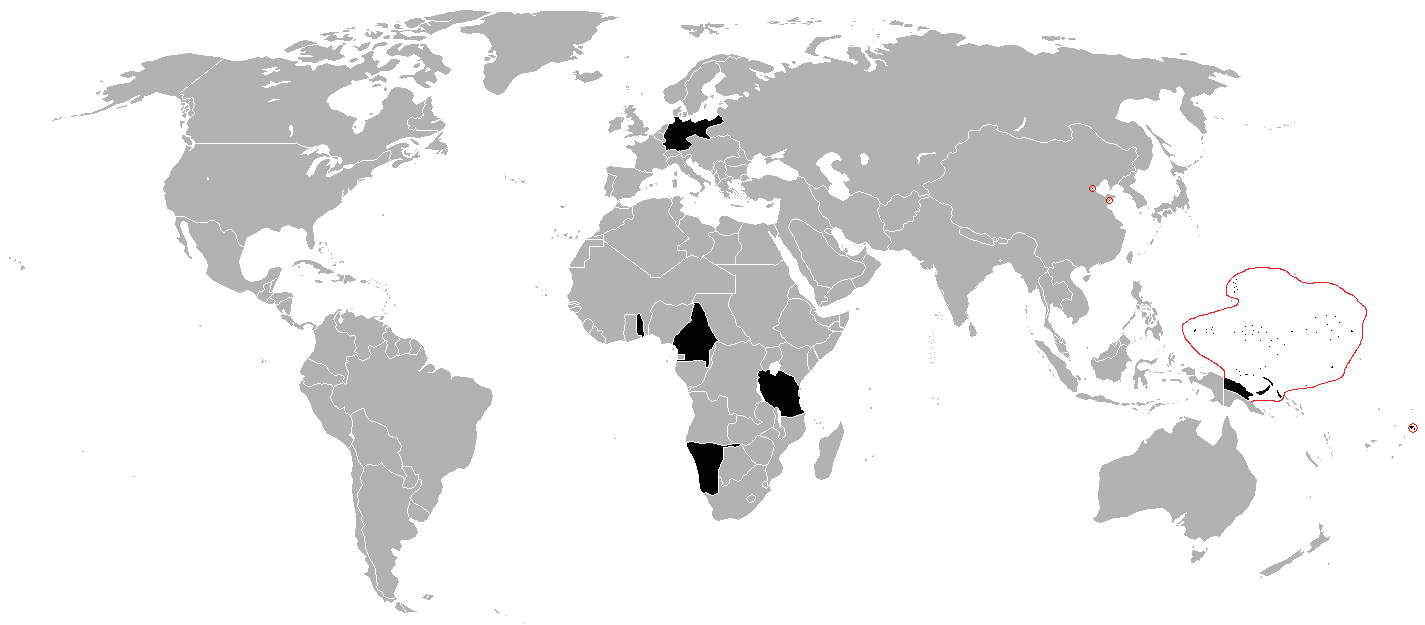
Đế quốc thực dân Đức.

Không là một cường quốc biển, chẳng phải một quốc gia dân tộc, Đức ít gia nhập xu hướng chủ nghĩa đế quốc phương Tây cho tới cuối thế kỷ XIX. Sau thất bại của Napoleon, người là nguyên nhân khiến Đế quốc La Mã thần thánh tan rã, Phổ và các nhà nước Đức tiếp tục lánh xa chủ nghĩa đế quốc, họ muốn vận dụng hệ thống châu Âu thông qua hội nghị hệ thống (hòa hợp [quyền lực] châu Âu). Chiến tranh Pháp-Đức kết thúc, Phổ hợp nhất các quốc gia khác tạo thành Đế quốc Đức thứ hai; thủ tướng Otto von Bismarck, người phản đối chính sách thu thập thuộc địa từ lâu, biện luận rằng gánh nặng đến từ việc giành lấy, duy trì và bảo vệ những lãnh thổ như vậy là lớn hơn bất kỳ lợi ích tiềm năng nào. Ông cảm thấy rằng các thuộc địa không giúp bù đắp lại chi phí tương xứng cho việc có được nó, rằng hệ thống quan liêu của Đức sẽ không xử lý tốt và những tranh chấp về thuộc địa sẽ làm nước Đức xao lãng đi lợi ích trung tâm của mình là châu Âu.
Tuy vậy, Đức đã bắt đầu xây dựng một đế quốc thực dân ở châu Phi và Nam Thái Bình Dương vào năm 1883-1884. Các nhà sử học đã tranh luận về lý do chính xác tại sao Đức lại thực hiện bước đi đột ngột và ngắn ngủi này. Bismarck nhận thức rằng dư luận đã bắt đầu yêu cầu vấn đề thuộc địa vì thanh thế của người Đức. Đế quốc thực dân Đức được thành lập một cách êm thuận, khởi đầu với New Guinea thuộc Đức vào năm 1884.
Các thuộc địa của Đức bao gồm các lãnh thổ hiện nay ở Châu Phi: Tanzania, Rwanda, Burundi, Namibia, Cameroon, Ghana và Togo; ở Châu Đại Dương: New Guinea, Quần đảo Solomon, Nauru, Quần đảo Marshall, Quần đảo Mariana, Quần đảo Caroline và Samoa; và ở Châu Á: Thanh Đảo, Chefoo và vịnh Jiaozhou.
Theo Hiệp ước Versailles, tất cả các thuộc địa của Đức đã bị mất sau Thế chiến I.

### Nhật Bản

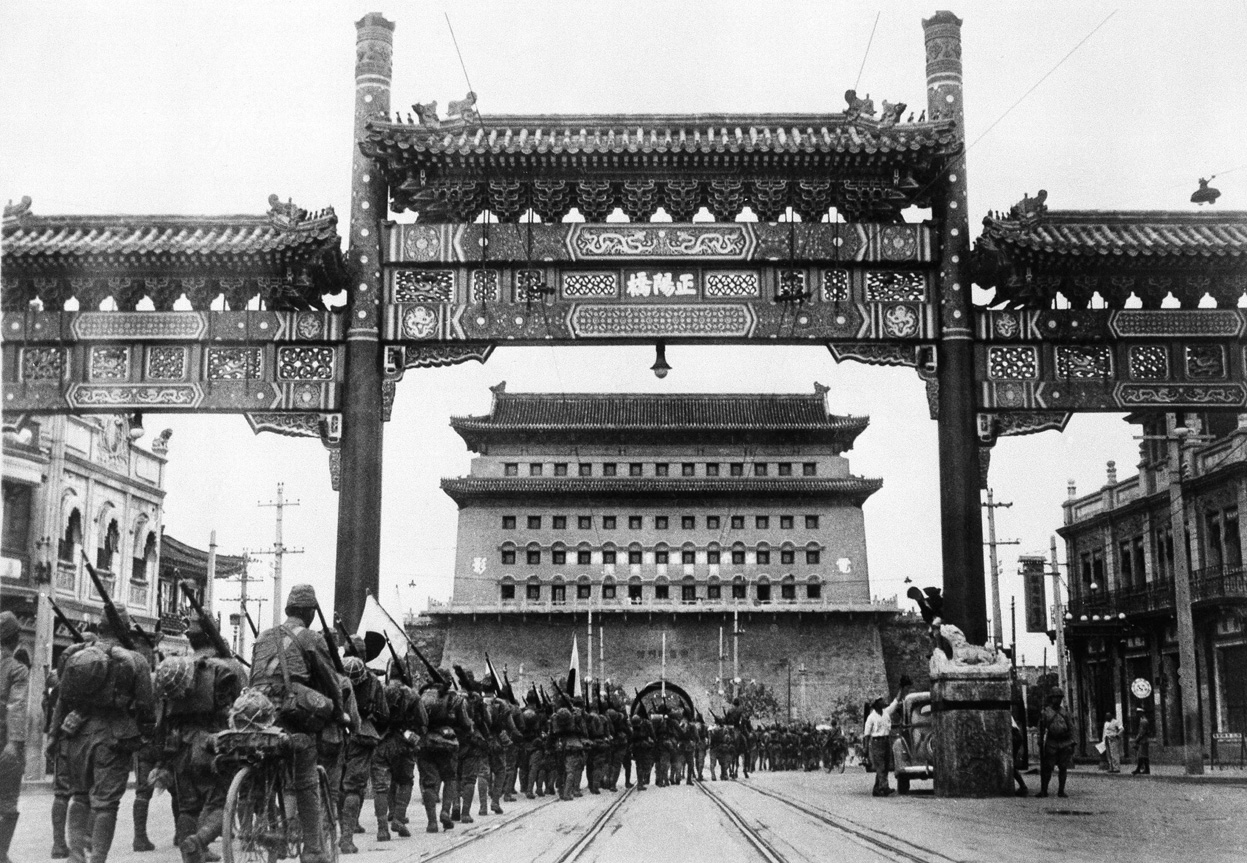
Binh lính Nhật hành quân tiến vào Cổng Tiền, Bắc Kinh, sau khi đã chiếm được thành phố, tháng 7 năm 1937.

Vào năm 1894, Nhật Bản sáp nhập Đài Loan trong chiến tranh Thanh-Nhật. Sau chiến tranh Nga-Nhật năm 1905, Nhật Bản chiếm lấy một phần đảo Sakhalin từ tay Nga. Vào năm 1910, Nhật thôn tính Hàn Quốc. Tới thế chiến thứ nhất, Nhật đã chiếm các lãnh thổ mà Đức thuê tại tỉnh Sơn Đông, Trung Quốc; cũng như các quần đảo Mariana, Caroline và Marshall. Trong năm 1918 Nhật chiếm đóng một phần Viễn Đông Nga và Đông Siberia với tư cách là một thành viên tham gia vào cuộc can thiệp Siberia. Vào năm 1931, Nhật Bản chinh phạt vùng Mãn Châu của Trung Quốc. Trong chiến tranh Trung-Nhật năm 1937, quân đội Nhật đã xâm lăng vùng Hoa Trung; và tới thời điểm đỉnh cao trong chiến tranh Thái Bình Dương, Nhật đã chinh phạt hầu khắp Viễn Đông, bao gồm Hồng Kông, Việt Nam, Campuchia, Myanmar, Philippines, Indonesia, Singapore, một phần New Guinea và nhiều hòn đảo ở Thái Bình Dương. Nhật Bản cũng đã xâm lược Thái Lan gây áp lực buộc nước này gia nhập liên minh Thái-Nhật. Cuối cùng, tham vọng thuộc địa của Nhật chấm dứt sau thất bại của họ trong chiến tranh thế giới thứ hai. Các vùng lãnh thổ từng là thuộc địa của Nhật trước đây được duy trì đặt dưới sự quản lý của Mỹ hoặc chủ sở hữu ban đầu của chúng theo những hiệp ước sau chiến tranh.

### Nga
Vào thế kỷ 17-18, đế chế Nga đã mở rộng tầm kiểm soát sang khu vực Thái Bình Dương, đẩy biên giới của nó đến sát với Đế quốc Thanh. Điều này đã xảy ra sau một số lượng lớn các cuộc xâm lược những vùng đất phía đông, phía tây, và phía nam của các triều đại Sa hoàng. Chiến tranh Ba Lan-Nga năm 1792 đã dẫn đến việc Ba Lan bị 3 cường quốc Áo - Phổ - Nga phân chia, miền đông Ba Lan bị cai trị bởi Nga như một thuộc địa cho đến tận năm 1918. Các chiến dịch phía Nam liên quan đến một loạt các cuộc Chiến tranh giữa Nga và Ba Tư, bắt đầu với Cuộc viễn chinh Ba Tư năm 1796, dẫn đến việc Nga mua lại Gruzia và dựng lên ở đây một chế độ bảo hộ. Từ năm 1800 đến năm 1864, quân đội Hoàng gia Nga bành trướng về phía Nam trong các cuộc chiến ở vùng Kavkaz với Đế quốc Ottoman, Chiến tranh Murid, và Chiến tranh với người Circassian. Cuộc xung đột với người Circassian đã trục xuất dân tộc này khỏi vùng đất quê hương của họ. Cuộc chinh phục Siberia của Nga đã diễn ra vào thế kỷ 16 và 17, dẫn đến việc tiêu diệt hoặc đồng hóa vô số các bộ lạc bản địa khác nhau của người Nga, bao gồm các bộ lạc của người Daur, Koryaks, Itelmens, Mansi và Chukchi. Quá trình thuộc địa hóa của Nga ở Trung và Đông Âu cũng như Siberia và việc tiêu diệt những cư dân bản địa đã được so sánh với mức độ tàn bạo mà thực dân châu Âu (Anh, Pháp, Tây Ban Nha, Bồ Đào Nha) đã tiến hành trong công cuộc thuộc địa hóa châu Mỹ, đã gây nên những tác động tiêu cực đối với người Siberia bản địa không khác những người da đỏ bản địa ở châu Mỹ. Việc đồng hóa các bộ tộc bản địa ở Siberia đã được tiến hành triệt để đến mức ngày nay các bộ tộc này chỉ có khoảng 180.000 người.

### Hoa Kỳ
Là quốc gia đầu tiên lật đổ được ách cai trị thực dân để giành độc lập, do đó kể từ khi ra đời, Hoa Kỳ đã luôn phản đối chủ nghĩa đế quốc. Điều này đã thay đổi vào cuối thế kỷ 19 khi Mỹ dần mở rộng tầm ảnh hưởng của mình ở khu vực Mỹ Latinh, cũng như xâm lược Philippines và Cuba. Vào đầu Chiến tranh thế giới II, Tổng thống Franklin D. Roosevelt đã phản đối chủ nghĩa thực dân châu Âu, đặc biệt ông lên án ách cai trị của Anh ở Ấn Độ. Roosevelt cũng bày tỏ mong muốn rằng Liên Hợp Quốc sẽ giúp đỡ các dân tộc thuộc địa được giải phóng. Tuy nhiên, những tổng thống kế nhiệm đã không tiếp tục thực hiện chính sách của Franklin D. Roosevelt.
Kể từ sau Thế chiến thứ hai, các đời Tổng thống Mỹ đã nhiều lần can thiệp vào nội bộ các quốc gia khác, thậm chí dùng quân đội để tấn công nước khác. Kể từ năm 1946 đến 2015, quân đội Hoa Kỳ đã trực tiếp tấn công 9 quốc gia (Triều Tiên, Việt Nam, Campuchia, Grenada, Afghanistan, Iraq, Nam Tư, Panama, Cuba), các cuộc chiến này gây ra cái chết của 10 tới 15 triệu người. Ngoài ra, Hoa Kỳ cũng gây ra đảo chính hoặc ngầm can dự vào xung đột tại 28 quốc gia khác, gây ra cái chết của 9 tới 14 triệu người. Tổng cộng Hoa Kỳ đã trực tiếp hoặc gián tiếp gây ra cái chết của khoảng 20 đến 30 triệu người trong các cuộc chiến tranh và xung đột rải rác trên khắp thế giới kể từ năm 1946 đến 2015.
Mặc dù bị nhiều người chỉ trích, tuy nhiên chủ nghĩa đế quốc Mỹ cũng nhận được những ý kiến ủng hộ. Sử gia William Appleman Williams cho rằng chủ nghĩa đế quốc Mỹ đem lại "tinh thần về công lý, thịnh vượng và an ninh". Max Boot bênh vực chủ nghĩa đế quốc Mỹ với lý do rằng: "chủ nghĩa đế quốc Mỹ là lực lượng hiệu quả nhất thế kỷ qua. Nó đã đánh bại cộng sản và phát xít, và đã can thiệp để đánh bại chế độ diệt chủng Taliban và Serbia". Bản thân Boot cũng thừa nhận điều này, cho rằng nó đã "khởi phát từ 1803". Sử gia người Anh Niall Ferguson cho rằng những gì tích cực mà người Mỹ làm nhiều hơn những điều tiêu cực họ để lại. Theo Victor David Hanson, Hoa Kỳ "không có ý định bá quyền mà xây dựng một hệ thống có lợi cho tất cả các bên". Ngay bản thân thủ lĩnh độc lập Philippines Emilio Aguinaldo cũng công nhận dù Hoa Kỳ đã để lại sự tàn phá tan hoang ở Philippines, nhưng họ cũng gián tiếp giúp người Philippines thoát khỏi sự cai trị của thực dân Tây Ban Nha. Có người cho là là chủ nghĩa đế quốc Hoa Kỳ dù cũng theo đuổi sự bá quyền, song chỉ là tạm thời. Sử gia Samuel Flagg Bemis cho rằng Chiến tranh Tây Ban Nha–Mỹ chỉ là chủ nghĩa bành trướng tạm thời, là "một dấu mốc lịch sử Hoa Kỳ", không giống như sự bành trướng lãnh thổ thế kỷ 19 của Hoa Kỳ. Những người ôn hoà quốc tế cho rằng Hoa Kỳ, dù đang thống trị ảnh hưởng quốc tế, nhưng không phải là một đế chế theo cách hiểu của thế kỷ 19, và được học giả John Ikenberry nhìn nhận tương tự. Joseph Nye cho rằng Hoa Kỳ tìm cách xây dựng một đế chế văn hóa hơn là chính trị, quân sự bởi ảnh hưởng văn hóa như âm nhạc, phim ảnh, kinh tế, cũng như sự di cư liên tục vào Hoa Kỳ trong những năm qua. Nhưng rất khó để biết chắc chắn liệu Hoa Kỳ sẽ vẫn duy trì uy thế của nó mà không có ưu thế quân sự và kinh tế.

### Liên Xô
Chủ nghĩa Đế quốc Xô viết được sử dụng bởi những người đối lập chỉ trích Liên Xô và những người thuộc các dân tộc thiểu số theo tư tưởng ly khai ở Liên Xô để nhắc về chính sách chính trị của nhà nước này trong thời kỳ Chiến tranh Lạnh. Nhiều người chỉ trích Liên Xô về sự can thiệp vào chính trị nội bộ của những quốc gia độc lập có chủ quyền, song bị chi phối và bị ảnh hưởng bởi Liên Xô thuộc Khối Warszawa cũng như tại các nơi khác như Afghanistan, bao gồm Sự kiện năm 1956 ở Hungary và Mùa xuân Praha, các nhà nước đó thường được coi là các quốc gia vệ tinh (một số người còn coi đó là các nhà nước chư hầu) của Liên Xô. Cũng như Mỹ, Anh hoặc Pháp, Liên Xô duy trì một hệ thống căn cứ quân sự ở nước ngoài để bảo vệ lãnh thổ và ảnh hưởng của mình.
Mặc dù Liên Xô coi mình là thế lực phi đế quốc và là một nhà nước dân chủ nhân dân, những nhóm chỉ trích chính quyền Liên Xô lại cáo buộc nó là một nhà nước theo chủ nghĩa đế quốc trá hình Do sự giống nhau về lãnh thổ với Đế quốc Nga trước đây, các nhóm sắc tộc theo chủ nghĩa ly khai ở Nga coi Liên Xô là nhà nước kế vị của Đế quốc Nga với tham vọng tiếp tục bành trướng lãnh thổ cho dân tộc Nga. Một số thậm chí cáo buộc Liên Xô chỉ là một nhà nước đế quốc thực dân kiểu cũ, trong khi những người theo chủ nghĩa Mao cáo buộc Liên Xô thực chất là một đế chế trá hình trong hình thức quốc gia xã hội chủ nghĩa. Một vấn đề nữa là văn hóa, như ý đồ Nga hóa và Xô viết hóa hệ thống chính trị, giáo dục và xã hội ở các nước khác.
Nhà nước Liên Xô được nhìn nhận là một nhà nước tập quyền. Trung tâm của nó, Nga, cũng không hoàn toàn là một nhà nước thuộc địa do sự phân tầng kinh tế khác nhau đa dạng cũng như những đặc điểm kinh tế giữa các vùng trong khu vực cũng được xem xét kỹ lưỡng, chẳng hạn như những hành động khai thác tài nguyên ở Ba Lan và các nước Baltic hậu Chiến tranh thế giới thứ hai. Một đặc điểm rõ ràng là tư tưởng mở rộng sự ảnh hưởng của xã hội chủ nghĩa của Liên Xô bằng các khoản viện trợ quốc tế nhằm làm tăng ảnh hưởng tại các nước nhận viện trợ. Các khoản viện trợ cho các nước nghèo làm hao mòn kinh tế và tài nguyên khiến Liên Xô cũng phải gánh hậu quả. Sau khi Liên Xô tan rã, Nga, nước kế thừa Liên Xô, phải chịu nợ lên tới 103 tỷ dollar, trong khi chính họ đã cấp cho các nước khác những khoản vay hoặc viện trợ lên tới 140 tỷ dollar.
Ngược lại, những người ủng hộ Liên Xô bác bỏ những quan điểm này. Họ dẫn chứng rằng Liên Xô đã giúp đỡ phong trào giải phóng dân tộc ở Á – Phi – Mĩ Latinh trong cuộc đấu tranh giành độc lập, chống lại chủ nghĩa thực dân của các nước Châu Âu, làm đảo lộn chiến lược toàn cầu của Mĩ và phương Tây, ủng hộ các phong trào đấu tranh vì độc lập dân tộc, dân chủ và tiến bộ xã hội. Những năm 1960, trong cao trào đấu tranh giải phóng dân tộc được Liên Xô ủng hộ, đã có khoảng 100 quốc gia giành được độc lập dân tộc, một số nước không ngừng ủng hộ mạnh mẽ phong trào Xã hội chủ nghĩa, chọn đi theo con đường Xã hội chủ nghĩa với những mức độ khác nhau.
Khi các nước hậu thuộc địa đầu tiên bắt đầu giành được độc lập ở châu Phi, Trung Đông, châu Á và Mỹ Latinh, Liên Xô đã hỗ trợ vật chất to lớn đối với các quốc gia này. Ai Cập của Gamal Abdel Nasser, Indonesia của Sukarno, và Ấn Độ của Jawaharlal Nehru đều được hưởng lợi từ chính sách này. Đến năm 1965, viện trợ của Liên Xô cho các nước mới giành độc lập đã vượt qua 9 tỷ USD, gồm cả hỗ trợ kinh tế lẫn quân sự. Dù không trở thành một phần của hệ thống xã hội chủ nghĩa, nhà máy thép đầu tiên của Ấn Độ đã được xây dựng như là quà tặng của Liên Xô. Người Việt Nam đã đánh bại thực dân Pháp và sự can thiệp của Mỹ nhờ khoản viện trợ vũ khí từ Liên Xô. Khi Vương quốc Anh, Pháp và Israel xâm lược Ai Cập vào năm 1956, Liên Xô đã hỗ trợ nước này đẩy lui các thế lực thực dân cũ. Nhiều nước châu Phi và Mỹ La tinh cũng được hỗ trợ tương tự. Hàng triệu sinh viên từ các nước nghèo được Liên Xô giáo dục miễn phí về kỹ thuật, nông nghiệp và các ngành khác. Sức mạnh của Liên Xô và hệ thống xã hội chủ nghĩa có thể coi là một cực tiến bộ trong hơn 70 năm, không chỉ chống lại các cuộc chiến tranh đế quốc mà còn là nguồn cảm hứng và cơ sở hậu thuẫn cho chủ nghĩa xã hội và phong trào giải phóng dân tộc ở châu Á, châu Phi và Mỹ Latinh Tại hội nghị ở Havana, Liên Minh các quốc gia châu Phi do Oliver Tambo dẫn đầu đã nhận xét về những lời chỉ trích Liên Xô từ các nước phương Tây: "Liên bang Xô viết, Cuba, nhiều nước xã hội chủ nghĩa đã giúp cho nhiều đất nước ở đây tồn tại đến ngày hôm nay, trở thành các quốc gia độc lập. Đó là một "tội ác" chống lại các nước đế quốc (phương Tây). Chúng tôi hiểu điều đó".

### Trung Quốc
Sau khi nước Tần chinh phục sáu vương quốc khác và thiết lập quốc gia Trung Hoa thống nhất đầu tiên, Trung Quốc bước vào thời kỳ Đế quốc lâu dài nhất trong lịch sử thế giới, từ Tần trải dài đến Đại Thanh, Trung Quốc sở hữu công nghệ, nền văn minh kinh tế vượt trội hơn hẳn thế giới lúc bấy giờ. Là trung tâm văn hóa, chính trị quyền lực của khu vực Đông Á và có ảnh hưởng đối với các vùng đất, vương quốc xung quanh. Trung Quốc dưới các triều đại khác nhau đều khơi mào các cuộc chiến tranh xâm lược các nước khác (Đại Việt, Triều Tiên, Nhật Bản,...), cho đến thời kỳ Đảng Cộng sản nắm quyền dù tiền sử là nạn nhân Chủ nghĩa Đế quốc Thực dân thế kỷ 19-20, nhưng xét thấy hiện tại Trung Quốc có các hành động, chiến lược thể hiện quyền lực, mở rộng tầm ảnh hưởng ra thế giới.

### Tây Ban Nha
Vào thế kỷ thứ 15 và 16, đế chế Tây Ban Nha là quốc gia tiên phong cho phong trào thám hiểm thế giới và chủ nghĩa bành trướng thuộc địa của châu Âu cũng như tiên phong trong việc mở các lộ trình giao thương qua đại dương, với việc thông thương phát triển nở rộ qua Đại Tây Dương giữa Tây Ban Nha với Mỹ và qua Thái Bình Dương giữa Châu Á - Thái Bình Dương với México qua Philippines. Những người Tây Ban Nha đi khai phá thuộc địa đã dùng vũ lực để tiêu diệt những nền văn minh bản địa như Aztec, Inca, Maya và tuyên bố chủ quyền với một dải đất bao la ở Bắc và Nam Mỹ. Trong một khoảng thời gian, đế chế Tây Ban Nha thống trị các đại dương nhờ hạm đội tàu giàu kinh nghiệm, một sức mạnh bậc nhất toàn cầu, và họ thống trị những chiến trường ở châu Âu với một lực lượng bộ binh dày dạn và thiện chiến có tên là tercios. Tây Ban Nha trải qua thời kỳ vàng son về văn hóa trong thế kỷ 16 và 17. Tuy nhiên, đến thế kỷ 18-19, Tây Ban Nha suy yếu bởi sự nổi lên của Đế chế Anh, hầu hết các thuộc địa của họ ở Nam Mỹ đã vùng dậy giành độc lập.